# Pentahectogone
Un pentahectogone[réf. nécessaire] est un polygone à 500 sommets, donc 500 côtés et 124 250 diagonales.
La somme des angles internes d'un 500-gone non croisé vaut 89 640 degrés.

## 500-gones réguliers
Un 500-gone régulier est un 500-gone dont les côtés ont même longueur et dont les angles internes ont même mesure. Il y en a 100 : 99 étoilés (notés {500/k} pour k impair de 3 à 249 sauf les multiples de 5) et un convexe (noté {500}). C'est de ce dernier qu'il s'agit lorsqu'on dit « le 500-gone régulier ».

## Caractéristiques du 500-gone régulier
Chacun des 500 angles au centre mesure {\displaystyle {\frac {360^{\circ }}{500}}=0{,}72^{\circ }} et chaque angle interne mesure {\displaystyle {\frac {89\,640^{\circ }}{500}}=179{,}28^{\circ }}.
Si a est la longueur d'une arête :
- le périmètre vaut {\displaystyle P=500\,a} ;
- l'aire vaut {\displaystyle A=125\,a^{2}\cot \left({\frac {\pi }{500}}\right)} ;
- l'apothème vaut {\displaystyle H={\frac {2\,A}{P}}={\frac {a}{2}}\cot \left({\frac {\pi }{500}}\right)} ;
- le rayon vaut {\displaystyle R={\frac {H}{\cos \left({\tfrac {\pi }{500}}\right)}}={\frac {a}{2\sin \left({\tfrac {\pi }{500}}\right)}}}.